# Skil Brum

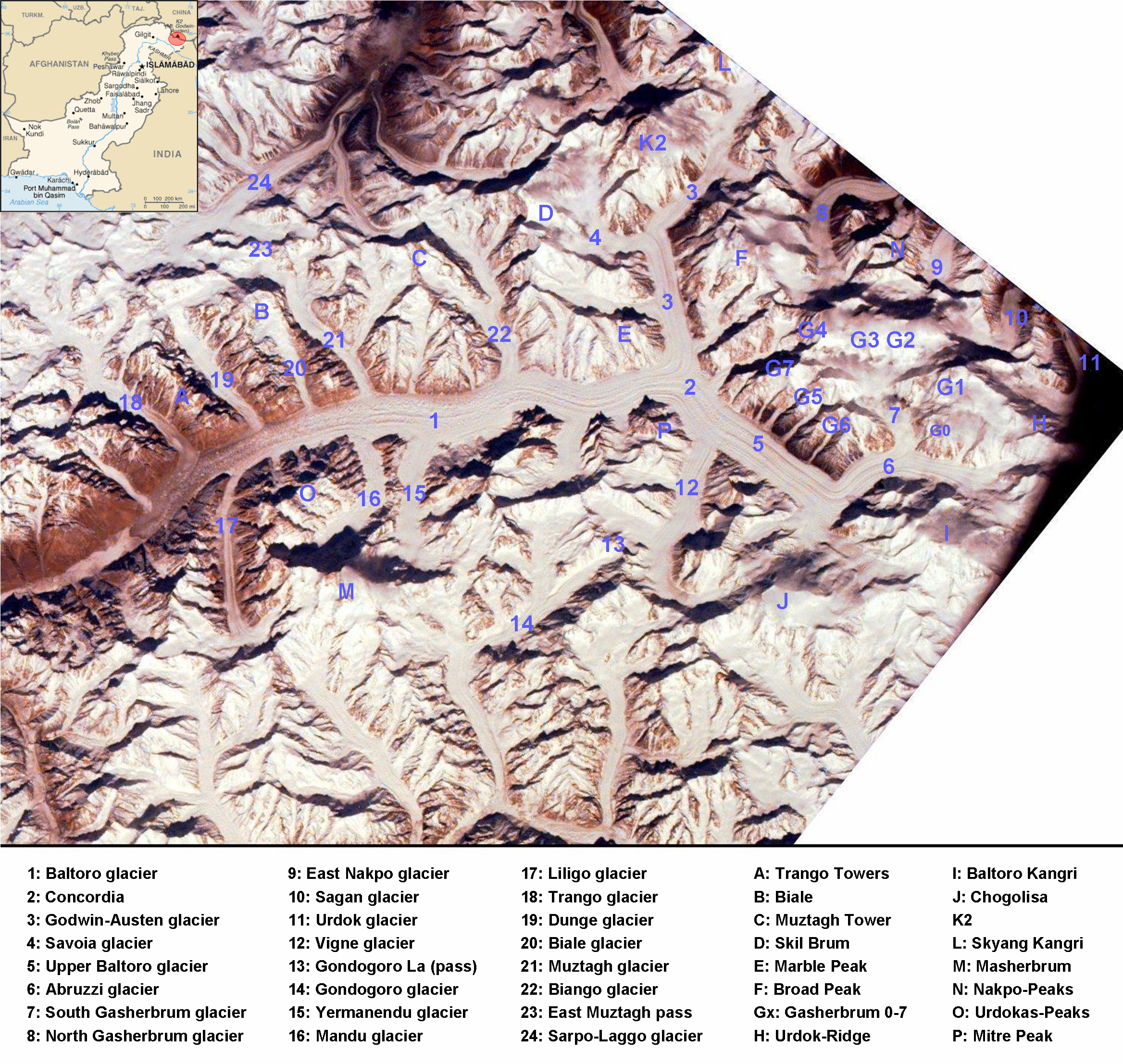
Skil Brum es troba en la lletra J d'aquest mapa

Skil Brum, o Skilbrum, és una muntanya de 7.410 metres i una prominència de 1.152 metres dins la serralada Karakoram a Gilgit-Baltistan, Pakistan, està a uns 9 km (5 mi) del K2. Es troba a la part oest de la Glacera de Godwin-Austen.
L'any 1957 Marcus Schmuck i Fritz Wintersteller van fer-ne la primera ascensió ens estil alpí pur.